# اندیس امیدیه -آغاجاری۱
امیدیه -آغاجاری۱ یک اندیس مصالح ساختمانی است که در حوالی شهر آغاجاری استان خوزستان قرار دارد و مادهٔ معدنی موجود در آن، مارن است. و دیرینگی آن به دوران نئوژن می‌رسد. در این اندیس، پاراژنز‌های گچ یافت می‌شوند.